# Johan Gyllencreutz
Johan Gyllencreutz, född 26 juni 1689, död 19 juni 1737 på Alby gård, Botkyrka socken, var en svensk lagman.
Johan, som var son till riksrådet Carl Gustaf Gyllencreutz, var lagman i Upplands och Stockholms läns lagsaga 1719–1737 efter sin far.
I Botkyrka kyrka finns ett marmorepitafium över honom och hans fruars vapen.